# HD 219507
HD 219507，又名CD-4514982，SAO 231532、HR 8846，是一颗恒星，视星等为5.92，位于銀經344.28，銀緯-64.28，其B1900.0坐标为赤經23h 11m 5.8s，赤緯-45° -64.28′ 4″。